# Tepuidegenflügel
Der Tepuidegenflügel (Campylopterus duidae), manchmal auch Bergdegenflügel oder  Cremefarbener Degenflügel genannt, ist eine Vogelart aus der Familie der Kolibris (Trochilidae). Die Art hat ein großes Verbreitungsgebiet, das die südamerikanischen Länder Brasilien und Venezuela umfasst. Der Bestand wird von der IUCN als „nicht gefährdet“ (least concern) eingeschätzt.

## Merkmale
Der Tepuidegenflügel erreicht eine Körperlänge von etwa 12 Zentimetern. Der schwarze Schnabel ist bis zu 22 Millimeter lang. Die Oberseite ist goldgrün, wobei der Oberkopf weniger goldfarbene Elemente aufweist. Hinter dem Auge (postokular) befindet sich ein weißer Fleck. Die Unterseite ist rötlichgrau. Die Flanken und die Halsseiten sind golden. Die Unterschwanzdecken und Spitzen der äußeren Steuerfedern sind abgestuft hellockerfarben. So sind am äußersten Paar Dreiviertel, beim zweiten noch die Hälfte und beim dritten Paar nur noch ein Drittel hellocker. Der Rest der Schwanzfedern ist rötlichgoldbronzefarben. Die Füße sind braun.

## Verbreitung und Lebensraum

Verbreitung des Tepuidegenflügels

Der Tepuidegenflügel kommt in den höheren Lagen der tropischen und subtropischen Zonen in Höhen zwischen 1200 und 2400 Metern vor. Das natürliche Habitat ist der Wolkenwald. Hier bewegt er sich vorzugsweise nahe Waldlichtungen und Waldrändern in bodennahem Dickicht und moosigen Wäldern. Sein Nest baut er in Höhen zwischen 2 und 3 Metern über dem Boden.

## Unterarten
Bisher sind zwei Unterarten bekannt, die sich vor allem durch ihre Färbung unterscheiden:
- C. d. duidae Chapman, 1929[4] – Die Nominatform kommt in den oberen tropischen und subtropischen Zonen des zentralen und südlichen venezolanischen Bundesstaates Amazonas vor. Hier kann man sie in den Bergen Yaví, Parú, Huachamacari, Duida und de la Neblina beobachten. Außerdem ist sie im angrenzenden Brasilien in den Bundesstaaten Roraima und Amazonas verbreitet.
- C. d. guaiquinimae Zimmer, JT & Phelps, WH, 1946[5] – Die Unterart unterscheidet sich von der Nominatform durch eine dunkle Unterseite, die eher rötlich als rötlichgrau ist. Das Schwanzende ist deutlich dunkler.[5] Sie ist in Venezuela auf den Tepuis auf dem Berg Guaiquinima und am Río Paragua in Höhen zwischen 1220 und 1700 Metern im zentralen Bolívar verbreitet.

## Etymologie und Forschungsgeschichte
Frank Michler Chapman beschrieb den Tepuidegenflügel unter dem heutigen Namen Campylopterus duidae. Das Typusexemplar wurde am 7. Januar 1929 von den Brüdern Alfonso und Ramón Olalla gesammelt. Campylopterus leitet sich vom griechischen καμπύλος kampýlos für „gebogen, gekrümmt“ und -πτερος, πτερόν -pteros, pterón für „-geflügelt, Flügel“ ab. Duidae beschreibt den Fundort, den Cerro Duida. Auch guaiquinimae bezieht sich auf den Fundort Cerro Guaiquinima. Hier hatte Fulvio Benedetti den Balg am 4. Februar 1945 gesammelt.